# Бестінне
Бестінне (Bestinné) — пам'ятка природи в Словаччині; розташовується в окрузі Нове Место-над-Вагом. Охоронна територія займає 1,3 га; заснована 1993 року. Предметом охорони є луки з поширенням рідкісних та зникаючих видів рослин. Знаходиться біля села Нова Бошаца..